# Espargano
Espargano ou plerocercóide é a designação de uma forma imatura do helminto cestóide Diphillobothrium latum. Esta forma evolutiva é encontrada em peixes, principalmente truta e salmão, que tenham ingerido crustáceos parasitados pela forma imatura denominada procercóide. 
O homem, ao ingerir o peixe cru contendo o espargano em sua musculatura, vai servir de hospedeiro definitivo ao adulto do verme, que se desenvolve em seu intestino delgado.